# نزتو، آنگولا
نزتو (به انگلیسی: N'zeto (Nzeto, Ambrizete)) شهری در استان زئیر واقع در کشور آنگولا است که در سال ۲۰۰۹ میلادی ۱۰٬۴۷۹ نفر جمعیت داشته‌است.